# Паметник на Добри Желязков
Паметникът на Добри Желязков в Борисовата градина в София е открит на 31 октомври 1937 г. Създаден е от скулптора Стефан Пейчев.
Изграден е от бронз и гранит със средства на българските индустриалци по повод тържественото празнуване на стогодишнината на българската индустрия. Върху паметника е изписано: „Добри ЖелҌзковъ – Фабрикаджията, родоначалникъ на българската индустрия. Сливенъ (1800 – 1865) Отъ бҌлгарските индустриалци“.